# Dolné Srnie
Dolné Srnie (węg. Alsószernye) – wieś (obec) w powiecie Nowe Miasto nad Wagiem, w kraju trenczyńskim, w zachodniej Słowacji, o populacji około tysiąca mieszkańców (dane z 2016).

## Historia
Pochodzenie nazwy miejscowości jest bardzo trudne do ustalenia. Według opowieści ludowych wieś założył chłop z polecenia swojego pana. W dokumentach historycznych wieś wzmiankowana po raz pierwszy w 1477. Z zachowanych dokumentów wynika, że wieś należała od najdawniejszych czasów do feudalnego „państwa” z siedzibą na zamku Beckov.

## Geografia
Centrum wsi leży na wysokości 222 m n.p.m. Gmina zajmuje powierzchnię 8,788 km².